# 凌子楚
凌子楚（1965年9月19日—），嘉義市人，臺灣外省人，出身軍職，曾任嘉義市議員。曾兩度代表台灣團結聯盟、一度以無黨籍參選立法委員均失利。2020年加入民主進步黨。

## 生平
凌子楚國中畢業後報考中正預校，投入軍職生涯，而後由政戰學校外文系英文組畢業，曾擔任實習旅長、國慶閱兵演習營營長、陸軍運輸兵學校政教組講師等職務。在軍校時，與申繼生相戀，而後結褵，夫妻感情深厚。
1990年就讀台灣大學國家政策研究所期間，因撰寫論文而在中央圖書館搜尋新聞，開始接觸美麗島事件、二二八事件等議題，政治意識形態有所轉折，並開始參與政治運動，參加反軍人干政、廢除刑法一百條等運動，國家認同也轉向台灣獨立。
於1997年申請退伍不成，控告時任國防部長蔣仲苓，終於申退成功。退伍之後，投入補習事業，成立葛蘭特美語補習班，也在嘉義之音廣播電台主持節目，使用台語播音予聽眾政治、經濟和國際新聞 。
2002年，擔任台灣正名運動嘉義縣市總指揮。當時頻繁參與台灣心聲、台灣高峰會等電視政論節目，並在江霞擔任華視總經理時，擔任華視新聞廣場主持人。
2004年，代表台灣團結聯盟參選立法委員選舉，當時與劉一德、尹伶瑛為台聯所提名的外省人，最終以24,211票落選，選後出任台聯發言人。2006年，因黃敏惠當選嘉義市長，原本凌子楚將代表台聯參加立法委員補選，經民調比較後，轉而支持民進黨所提名的陳麗貞。2008年，台聯黨再度提名參選嘉義市立委，對上國民黨所提名的江義雄與民進黨提名莊和子，以14,273票落選。
由於申繼生罹癌，淡出政壇。在其妻病逝後，才逐步重返政治圈。2018年以無黨籍參選嘉義市議員，得到3,242票當選。
2020年以無黨籍參選嘉義市立法委員，僅獲得7,270票，不敵民主進步黨提名王美惠的80,333票。同年底加入民主進步黨。

## 選舉紀錄[10]
| 年度 | 選舉屆數               | 選舉區               | 所屬政黨     | 得票數 | 得票率 | 當選標記 | 備註 |
| ---- | ---------------------- | -------------------- | ------------ | ------ | ------ | -------- | ---- |
| 2004 | 第六屆立法委員選舉     | 嘉義市立法委員選舉區 | 台灣團結聯盟 | 24,211 | 23.46% |          |      |
| 2008 | 第七屆立法委員選舉     | 嘉義市立法委員選舉區 | 台灣團結聯盟 | 14,273 | 12.63% |          |      |
| 2018 | 第十屆嘉義市議員選舉   | 嘉義市第一選舉區     | 無黨籍       | 3,242  | 5.02%  |          |      |
| 2020 | 第十屆立法委員選舉     | 嘉義市立法委員選舉區 | 無黨籍       | 7,270  | 4.54%  |          |      |
| 2022 | 第十一屆嘉義市議員選舉 | 嘉義市第一選舉區     | 民主進步黨   | 2,447  | 4.84%  |          |      |

## 外部連結
- 凌子楚的Facebook專頁